# Nyby fornborg

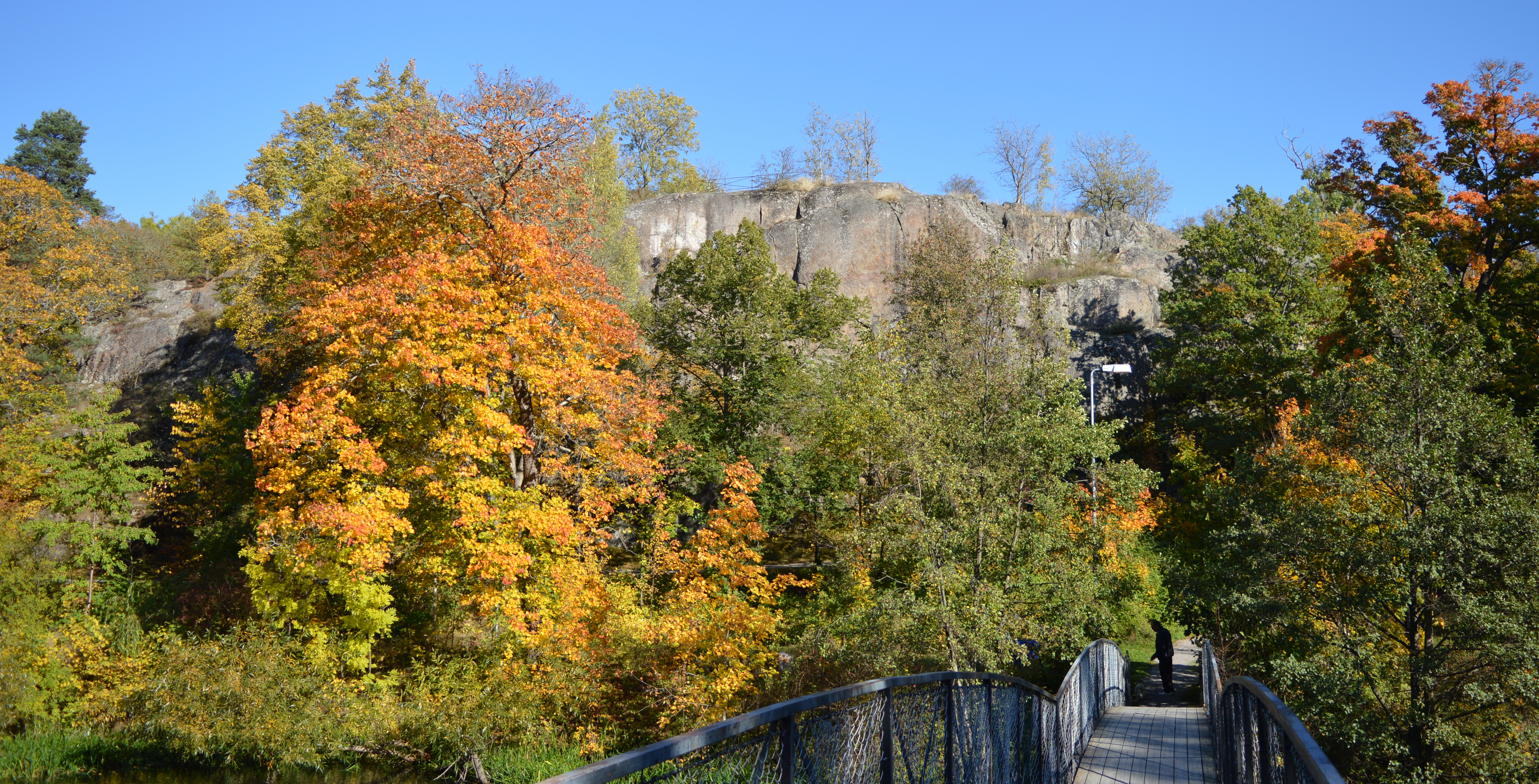
Fornborgen sedd från bron över Nybyån.

Nyby fornborg ligger på en bergsknalle vid Nybyån vid Nyby bruk i Torshälla socken, Eskilstuna kommun. 

## Moderna störningar
Under andra världskriget fanns försvarsverk här, spår av dessa kan fortfarande ses. Under andra världskriget var en luftvärnskanon uppställd på platsen och kulsprutenästen vittnar om denna tid.

## Andra namn på borgen
Borgberget, Nybyberget, Nyby Skans, Nybyborgen och som ovan Nyby Fornborg är olika namn på borgen.

## Borgen i sitt sammanhang
Fornborgarna i norra Sörmland har lägen så att de kontrollerade dåtida transportleder till lands och sjöss. De är stödjepunkter i de viktiga jordbruksområdena. Signalering mellan borgarna var möjlig, de ingår i troligt samorganiserat försvar av området. Vissa av borgarna kan ha haft små, fasta garnisoner, efter bostadsspår. Borgarna ligger inte i lämpliga lägen som tillflyktsborgar.
När en fornborg bränns så kan den bilda vitrifierat material alldeles särskilt om det förekommit träkonstruktioner inne i murarna (murus gallicus), som av någon anledning fattat eld och åstadkommit detta fenomen. Resultatet blir olika beroende på materialet i murarna. (Damell / Lorin. Situna dei 2010.sid 217). Att detta kanske inte varit fallet på Nyby borg framgår av texten nedan.

## Sammanfattning av borgprojektet
80 fornborgar är registrerade i norra Sörmland. 50 av dessa fosfatanalyserades och tio blev föremål för testgrävningar. Kol 14-dateringar antyder byggnadstider från förromersk tid till vikingatid, med en koncentration till 200-500 e.Kr. De flesta borgarna övergavs efter detta tidsskede under folkvandringstiden, några få fortsatte fram till vikingatid. Det finns möjlighet för tillfällig användning långt senare. Huvudsyftet var kontroll av jordbruksområden och transportleder. Eliten, antingen enskilda hövdingar eller grupper, skapade fornborgarna för att kontrollera bondebefolkningen i större områden. Vissa har haft fastare bosättning medan andra har använts sporadiskt. Deras användning som observationsposter för att bevaka signaler från vårdkasar eller tända egna vårdkasar ger en bild av organisationen bakom fornborgar. Denna organisation hade efter en inledande fas bara bruk för ett fåtal borgar i centrala lägen. Det förefaller omöjligt att fornborgarna skulle ha varit de fria böndernas försvar mot elitens makt. Fornborgarna tolkas som manifestationer av eliten i järnålderssamhället att demonstrera makten över stora landsbygdsområden, första steget i att skapa en nation. (Damell / Lorin. Situna dei 2010.sid 222).

## Beskrivning
Fornborgen avgränsas av en dubbel stenmur i nordöst och naturliga stup åt övriga håll. Vid en arkeologisk undersökning 1985 konstaterades att borgen brunnit ner snabbt och våldsamt på 1300-talet.

### Beskrivning av borgen av P Kresten och B Ambosiani 1992
Utgrävning av de inre vallarna (Lorin 1985) avslöjade följande stratigrafi från toppen till botten. Jord med kantiga stenfragment, eldpåverkade? Grus delvis vittrat. Sot och träkolsrester. Stenig jord. Hela denna sektion av muren mätte ungefär 0,3 meter. Det vittrade materialet som undersöktes bestod av sand som hölls samman av vittrat material. I mikroskop ses korn av kvarts och fältspat, ofta spruckna men sällan smälta, i en matrix av varierande glasiga material. Tre viktiga glasmaterial kan urskiljas: 1) klart ofärgat glas 2) klart brunt glas 3) grumligt mörkbrunt glas. Smältning av flera råmaterial måste ha ägt rum. Glassorterna 1) och 3) verkar oblandbara och båda visar också begränsad blandbarhet med glas 2. 
Den kemiska sammansättningen av vissa glas med hög till mycket hög halt av aluminium måste ha haft lera som källmaterial. Olikheten i sammansättningen hos glasen indikerar att eld, som påverkat många olika material, med överskottsvärme lokalt i branden, men under en kort tid.  All bevisning pekar på att ett hus brändes ner ganska fort och våldsamt. Eftersom lera måste ha varit en betydelsefull del av materialet, som krävt riktigt med bränsle, med torra material, verkar varit viktiga i processen. En lerklinad byggnad är ett uppenbar möjlighet. Under branden droppade smält kisel till marken av sand och grus och cementerade den. Ytan städades upp efter branden och delar av väggarna blev avfall. Stödjande bevisning till fördel för denna tolkning fick man fram vid utgrävningar 10 meter från vallen där klining, slagg, brända ben och åtskilliga stora bitar av rektangulär lerklining hittades. (Lorin 1985). Nyby fornborg är därför att betrakta som ett gott exempel på avsiktlig vitrifikation. Ett c-14 värde på omkring 1390 e.Kr. kunde tas på material från vallens botten. Det är jämförbart med Borganäs, ett fort i Borlänge, Dalarna. Detta brändes vid midsommar 1434, under upproret av Engelbrekt Engelbrektsson. Fynden från Borganäs liknar fynden vid Nyby fornborg.